# Holländer-Graben

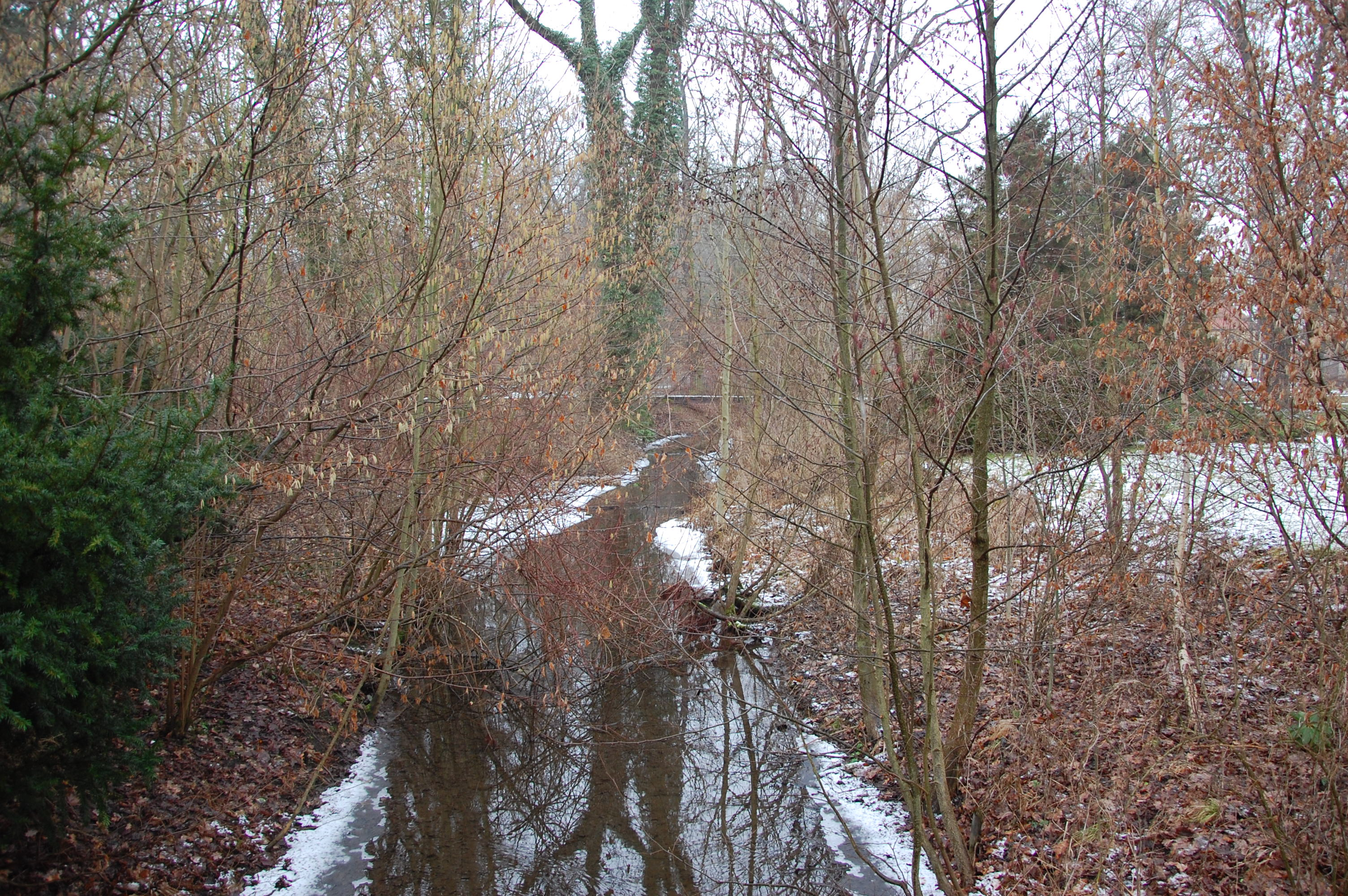
Holländer-Graben

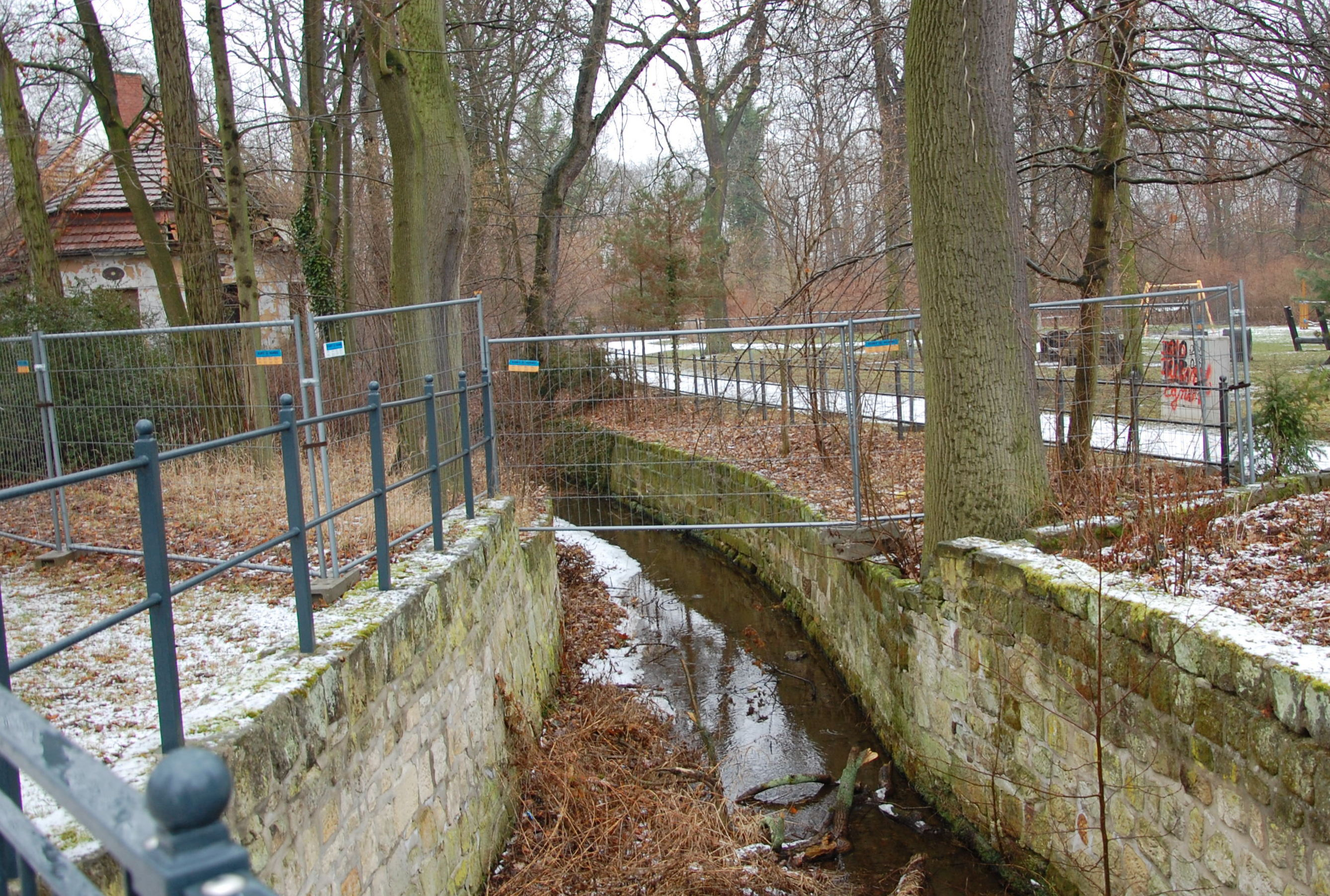
Befestigter Grabenabschnitt westlich der Brücke im Zuge der Brühlstraße

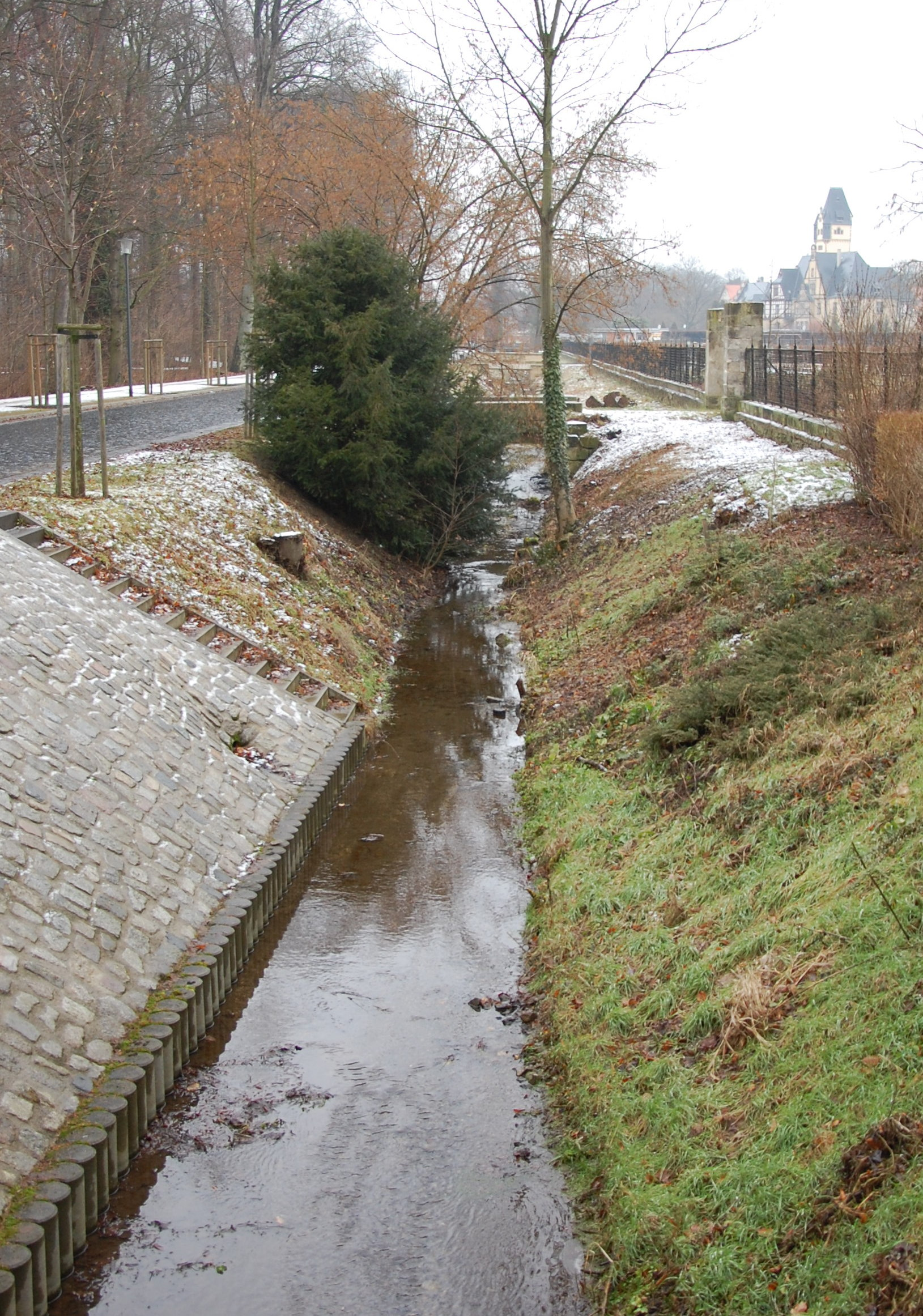
Graben östlich der 2007 neu gebauten Brücke

Der Holländer-Graben ist ein künstlicher Wasserlauf in der Stadt Quedlinburg in Sachsen-Anhalt.

## Lage
Der im Quedlinburger Denkmalverzeichnis eingetragene Graben verläuft südlich der Quedlinburger Innenstadt vom Mühlengraben nach Westen entlang des Hüttenweges und der Brühlstraße zur Bode, in die er nach etwa 800 Metern linksseitig mündet. Nördlich befindet sich der Abteigarten.

## Architektur und Geschichte
Der Graben, für den auch die Schreibweise Holländergraben gebräuchlich ist, wurde von holländischen Melioratoren angelegt, woraus sich der Name ableitet. Ziel war die Regulierung der Wilden Bode sowie die Trockenlegung des südlich gelegenen, bei der Anlage sumpfigen Geländes, des heutigen Brühlparks. In der Zeit um 1900 wurden vom Abteigarten zur Brühlstraße zwei Brücken über den Holländer-Graben errichtet.
Bei der Neugestaltung des Abteigartens ab 2005 wurde eine aus Betonfertigteilen bestehende mit Sandstein verkleidete Brücke über den Graben geschlagen, die der Verbindung zum Brühl dient. Im Jahr 2007 wurde die im Zuge der Brühlstraße über den Graben führende Brücke erneuert.